# Szánkó a 2018. évi téli olimpiai játékokon
A 2018. évi téli olimpiai játékokon a szánkó versenyszámait Alpensia csúszóközpontban, Phjongcshang (Pyeongchang)ban rendezték február 10. és 15. között.
A férfiaknak kettő, a nőknek egy versenyszámot rendeztek, valamint csapatversenyben is olimpiai bajnokot avattak.

## Naptár
Az időpontok helyi idő szerint (UTC+9) és magyar idő szerint (UTC+1) is olvashatóak. A döntők kiemelt háttérrel vannak jelölve.
| Dátum       | Helyi idő   | Magyar idő  | Versenyszám             |
| ----------- | ----------- | ----------- | ----------------------- |
| február 10. | 19:10-22:45 | 11:10-14:45 | férfi egyes, 1–2. futam |
| február 11. | 18:50-22:45 | 10:50-14:45 | férfi egyes, 3–4. futam |
| február 12. | 19:50-22:45 | 11:50-14:45 | női egyes, 1–2. futam   |
| február 13. | 19:30-22:45 | 11:30-14:45 | női egyes, 3–4. futam   |
| február 14. | 20:20-22:45 | 12:20-14:45 | kettes, 1–2. futam      |
| február 15. | 21:30-22:45 | 13:30-14:45 | vegyes váltó            |

## Éremtáblázat
(Az egyes számoszlopok legmagasabb értéke, vagy értékei vastagítással kiemelve.)
| A 2018. évi téli olimpiai játékok éremtáblázata szánkóban | A 2018. évi téli olimpiai játékok éremtáblázata szánkóban | A 2018. évi téli olimpiai játékok éremtáblázata szánkóban | A 2018. évi téli olimpiai játékok éremtáblázata szánkóban | A 2018. évi téli olimpiai játékok éremtáblázata szánkóban | Olimpia  |
| --------------------------------------------------------- | --------------------------------------------------------- | --------------------------------------------------------- | --------------------------------------------------------- | --------------------------------------------------------- | -------- |
|                                                           | Ország                                                    | Arany                                                     | Ezüst                                                     | Bronz                                                     | Összesen |
| 1.                                                        | Németország (GER)                                         | 3                                                         | 1                                                         | 2                                                         | 6        |
| 2.                                                        | Ausztria (AUT)                                            | 1                                                         | 1                                                         | 1                                                         | 3        |
|                                                           |                                                           |                                                           |                                                           |                                                           |          |
| 3.                                                        | Kanada (CAN)                                              | 0                                                         | 1                                                         | 1                                                         | 2        |
| 4.                                                        | Egyesült Államok (USA)                                    | 0                                                         | 1                                                         | 0                                                         | 1        |
|                                                           |                                                           |                                                           |                                                           |                                                           |          |
| Összesen                                                  | Összesen                                                  | 4                                                         | 4                                                         | 4                                                         | 12       |

## Érmesek
| A 2018. évi téli olimpiai játékok érmesei szánkóban |                                                                                         |          |                                                                          |          |                                                                                  |          |
| Versenyszám                                         | Arany                                                                                   | Arany    | Ezüst                                                                    | Ezüst    | Bronz                                                                            | Bronz    |
| Férfi egyes                                         | David Gleirscher · Ausztria (AUT)                                                       | 3:10,702 | Chris Mazdzer · Egyesült Államok (USA)                                   | 3:10,728 | Johannes Ludwig · Németország (GER)                                              | 3:10,932 |
| Női egyes                                           | Natalie Geisenberger · Németország (GER)                                                | 3:05,232 | Dajana Eitberger · Németország (GER)                                     | 3:05,599 | Alex Gough · Kanada (CAN)                                                        | 3:05,644 |
| Kettes                                              | Németország (GER) · Tobias Wendl · Tobias Arlt                                          | 1:31,697 | Ausztria (AUT) · Peter Penz · Georg Fischler                             | 1:31,785 | Németország (GER) · Toni Eggert · Sascha Benecken                                | 1:31,987 |
| Vegyes váltó                                        | Németország (GER) · Natalie Geisenberger · Johannes Ludwig · Tobias Wendl · Tobias Arlt | 2:24,517 | Kanada (CAN) · Alex Gough · Samuel Edney · Tristan Walker · Justin Snith | 2:24,872 | Ausztria (AUT) · Madeleine Egle · David Gleirscher · Peter Penz · Georg Fischler | 2:24,988 |